# پایش (پزشکی)

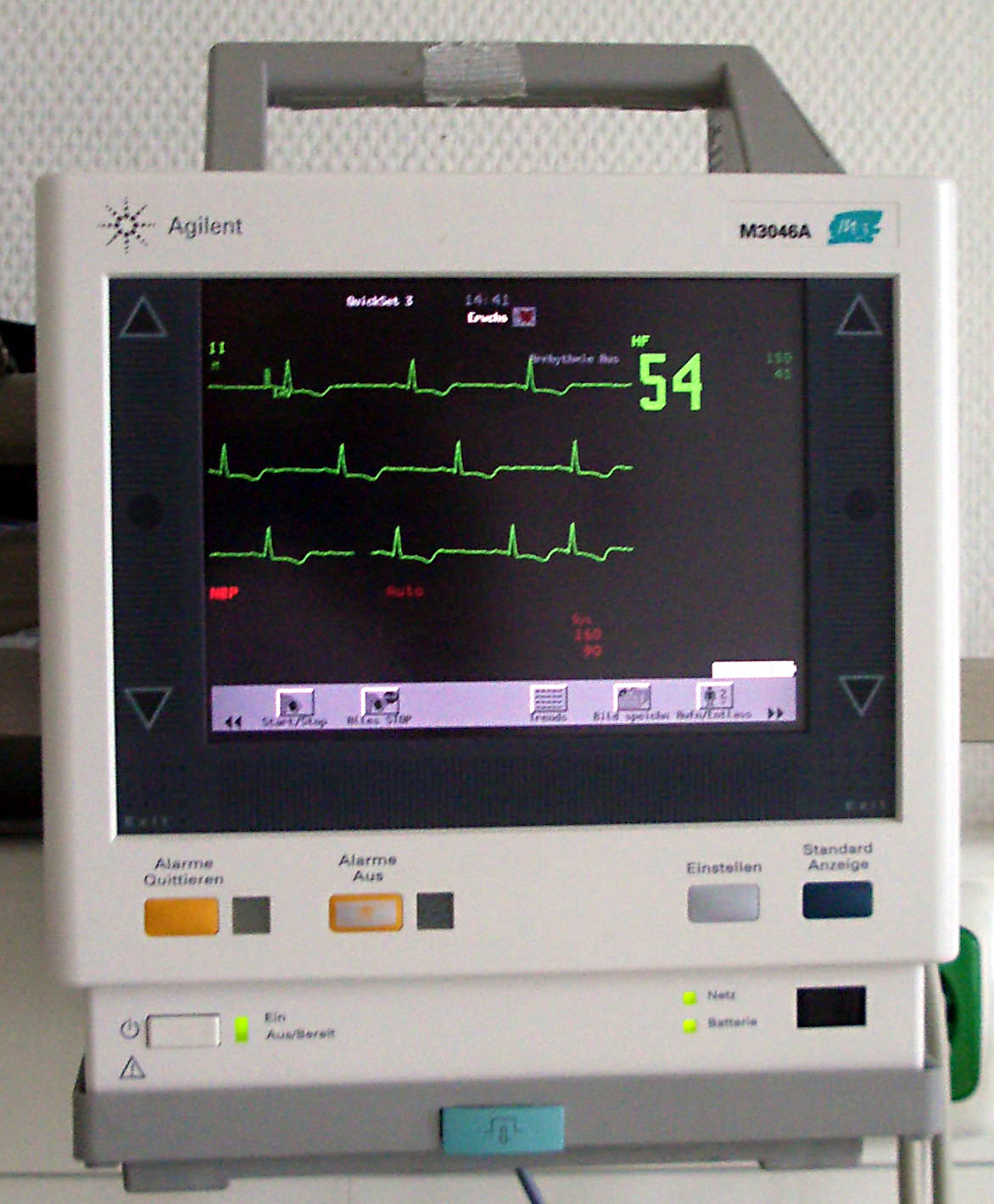
مانیتور قلبی

در پزشکی پایش یا مانیتورینگ (به انگلیسی: Monitoring) به تحت‌نظرگرفتن و ثبت شرایط و علایم بیمار در یک مدت زمان نسبتاً طولانی گویند. معمولاً از واژه پایش در بخش اورژانس بیشتر استفاده می‌شود. چرا که شرایط بیماران اورژانس معمولاً ناپایدار بوده و رصد علایم و نشانه‌های بیماری در تشخیص و درمان به پزشک کمک خواهد کرد.

## انواع
- پایش قلبی: ارزیابی امواج الکتریکی قلب
- پایش تنفسی:
- پایش همودینامیک: شامل ثبت فشار سیستولیک و دیاستولیک و ضربان قلب
- پایش قند خون
- پایش عصبی: ارزیابی مکرر پارامترهای عصبی شامل فشار داخل مغزی، یا ثبت امواج مغزی توسط الکتروآنسفالوگرام
- پایش درمان و بهبود

## تجهیزات
- مانیتور: وسیله‌ای شامل یک نمایشگر و ۳ یا چهار سیم است. که سیم‌ها به قفسه‌سینه متصل شده و به این وسیله امواج الکتریکی قلب و ضربان قلب ثبت می‌شود. مانیتورها به صورت سیار و ثابت طراحی شده‌اند. تعداد تخت‌های مجهز به تجهیزات مانیتورینگ یکی از متغیرهای مهم در یک بخش اورژانس می‌باشد.[۴][۵][۶][۷]

## پایش و پیگیری درمان و بهبود
علاوه بر پایش علائم حیاتی و جسمانی بسیار پراهمیت است که یک بیمار در مسیر درمان و بهبود از جنبه‌های روحی هم مورد پایش و پیگیری قرار گیرند. از جمله مواردی که لازم است پیگیری شده و نتیجه آن در دسترس تیم درمان قرار گیرد می‌توان به موارد زیر اشاره کرد:
- درصد پایبندی بیمار به درمان تجویز شده توسط پزشک[۱۱]
- میزان توجه به خود مراقبتی در هفته‌های پس از ترخیص[۱۲]
- تغییرات یا بهبود کیفیت زندگی پس از ترخیص[۱۳][۱۴]
- نتایج آزمایشات دوره ای متناسب با وضعیت بیمار[۱۵]
- رضایت از خدمات درمانی و پیگیری درمان
- رضایت از روش پایش بیمار